# Eubranchus
Eubranchus is een geslacht van weekdieren uit de klasse van de Gastropoda (slakken).

## Soorten
- Eubranchus adarensis Odhner, 1934
- Eubranchus agrius Er. Marcus, 1959
- Eubranchus alexei (Martynov, 1998)
- Eubranchus amazighi Tamsouri, Carmona, Moukrim & Cervera, 2015
- Eubranchus arci Ortea, 1981
- Eubranchus arnaudi Vicente, 1974
- Eubranchus capellinii (Trinchese, 1879)
- Eubranchus conicla (Er. Marcus, 1958)
- Eubranchus convenientis Ortea & Caballer, 2002
- Eubranchus cucullus Behrens, 1985
- Eubranchus echizenicus Baba, 1975
- Eubranchus eibesfeldti Ortea, Caballer & Bacallado, 2003
- Eubranchus exiguus (Alder & Hancock, 1848)
- Eubranchus falklandicus (Eliot, 1907)
- Eubranchus fuegiensis Odhner, 1926
- Eubranchus glacialis (Thiele, 1912)
- Eubranchus horii Baba, 1960
- Eubranchus inabai Baba, 1964
- Eubranchus indicus (K. P. Rao, 1968)
- Eubranchus leopoldoi Caballer, Ortea & Espinosa, 2001
- Eubranchus mandapamensis (K. P. Rao, 1968)
- Eubranchus mannarensis K. P. Rao, 1968
- Eubranchus montraveli Risbec, 1937
- Eubranchus occidentalis MacFarland, 1966
- Eubranchus ocellatus (Alder & Hancock, 1864)
- Eubranchus odhneri (Derjugin & Gurjanova, 1926)
- Eubranchus olivaceus (O'Donoghue, 1922)
- Eubranchus prietoi Llera & Ortea, 1981
- Eubranchus productus (Farran, 1905)
- Eubranchus rubeolus Burn, 1964
- Eubranchus rubrocerata Edmunds, 2015
- Eubranchus rubropunctatus Edmunds, 1969
- Eubranchus rupium (Møller, 1842)
- Eubranchus rustyus (Er. Marcus, 1961)
- Eubranchus sanjuanensis Roller, 1972
- Eubranchus steinbecki Behrens, 1987
- Eubranchus tanzanensis Edmunds, 1969
- Eubranchus telesforoi Ortea, Caballer & Bacallado, 2002
- Eubranchus toledanoi Ortea & Caballer, 2002
- Eubranchus tricolor Forbes, 1838
- Eubranchus vascoi Ortea, Caballer & Moro, 2002
- Eubranchus virginalis (Baba, 1949)
- Eubranchus vittatus (Alder & Hancock, 1842)
- Eubranchus yolandae Hermosillo & Valdés, 2007

### Synoniemen
- Eubranchus cingulatus (Alder & Hancock, 1847) => Eubranchus vittatus (Alder & Hancock, 1842)
- Eubranchus coniclus (Er. Marcus, 1958) => Eubranchus conicla (Er. Marcus, 1958)
- Eubranchus farrani (Alder & Hancock, 1844) => Amphorina farrani (Alder & Hancock, 1844)
- Eubranchus doriae (Trinchese, 1874) => Capellinia doriae Trinchese, 1874
- Eubranchus fidenciae Ortea, Moro & Espinosa, 1999 => Cuthona fidenciae (Ortea, Moro & Espinosa, 1999)
- Eubranchus linensis Garcia-Gomez, Cervera & Garcia, 1990 => Amphorina linensis (Garcia-Gomez, Cervera & Garcia, 1990)
- Eubranchus misakiensis Baba, 1960 => Leostyletus misakiensis (Baba, 1960)
- Eubranchus pallidus (Alder & Hancock, 1842) => Amphorina pallida (Alder & Hancock, 1842)